# Полет 8387 на „Хенан Еърлайнс“
Полет 8387 на „Хенан Еърлайнс“ е вътрешен пътнически полет от международното летище „Харбин Тайпинг“, Харбин, до летище „Линду“, Ичун, Китай, управляван от „Хенан Еърлайнс“. На 24 август 2010 г. самолетът „Ембраер E190 LR“, който изпълнява полета, се разбива по време на заход към летище „Линду“ в гъста мъгла. В катастрофата загиват 44 от 96-те пътници и екипаж на борда на машината.
Следователи от Държавната администрация по безопасност на труда заключават, че капитанът се приближава до пистата (която е покрита с мъгла), въпреки че видимостта е под минимума. Екипажът се спуска и под минималната височина за спускане, въпреки че няма визуален контакт с пистата. Установено е, че екипажът не успява да прекрати кацането, когато сигналите на радиовисотомера показват, че самолетът е близо до земята.
Капитанът е осъден на три години затвор за ролята си в инцидента, но обжалва присъдата си с аргумент, че не само той е отговорен за катастрофата. Авиокомпанията плаща около 140 000 щ. д. на роднините за всеки, който загива в катастрофата. Това е първата загуба и първият фатален инцидент с „Ембраер E190“, както и най-смъртоносният към 2025 г. с този летателен апарат. Това е последният фатален въздушен инцидент в Китай до катастрофата при полет 5735 на „Чайна Ийстърн Еърлайнс“, при който почти 12 години по-късно самолетът се разбива и убива всички 132 пътници и екипаж на борда.